# Marina van Griekenland en Denemarken
Marina van Sleeswijk-Holstein-Sonderburg-Glücksburg (Athene, 13 december 1906 – Londen, 27 augustus 1968), prinses van Griekenland en Denemarken (Grieks: Πριγκίπισσα Μαρίνα της Ελλάδας και Δανίας), na haar huwelijk hertogin van Kent, was de jongste dochter van Nicolaas van Griekenland en Helena Vladimirovna van Rusland.

## Jeugd
Marina bracht het eerste deel van haar jeugd door in Griekenland. Toen ze elf jaar oud was, werd de monarchie in Griekenland afgeschaft en ging de koninklijke familie in ballingschap. Marina bracht de rest van haar jeugd verspreid door Europa door bij haar vele familieleden.

## Huwelijk
Marina trouwde op 29 november 1934 in de Westminster Abbey, Londen, met George Windsor, hertog van Kent, de zoon van koning George V van het Verenigd Koninkrijk. Marina en George waren beiden erg artistiek, intelligent en eigenzinnig, waardoor zij hun stempel drukten op de Londense society. George stierf op 25 augustus 1942 bij een vliegtuigongeluk tijdens een oorlogsmissie.
Marina en George kregen drie kinderen:
- Edward (9 oktober 1935)
- Alexandra (25 december 1936)
- Michael (4 juli 1942)

Marina was een vindingrijke vrouw en deed tijdens haar leven veel voor liefdadigheidsinstellingen. Ze kreeg tijdens haar leven veel onderscheidingen. Ze was ook 26 jaar voorzitter van de All England Lawn Tennis and Croquet Club. Toen Goudkust, het latere Ghana onafhankelijk werd in 1957 vertegenwoordigde de prinses koningin Elizabeth II. Een foto van een dansende prinses met leider Kwame Nkrumah zorgde voor sensatie in Groot-Brittannië. Bij de viering van 50 jaar onafhankelijkheid werd Marina's zoon Edward dan ook aangeduid om de koningin te vertegenwoordigen. Ook bij de onafhankelijkheid van Beetsjoeanaland als Botswana vertegenwoordigde Marina de koningin. In Gaborone, de hoofdstad van Botswana is er een Princess Marina Hospital. 
Ze stierf op op 61-jarige leeftijd aan een hersentumor te Kensington Palace, Londen en werd begraven op Frogmore Burial Ground, de koninklijke begraafplaats op Windsor Castle.

## Titels
- Hare Koninklijke Hoogheid prinses Marina van Griekenland en Denemarken
- Hare Koninklijke Hoogheid hertogin van Kent
- Hare Koninklijke Hoogheid prinses Marina, hertogin van Kent